# Colombia i olympiska sommarspelen 1948
Colombia deltog med 6 deltagare vid de olympiska sommarspelen 1948 i London. Ingen av landets deltagare erövrade någon medalj.